# Pierre François Bertonnier
Pierre-François Bertonnier, né à Paris en 1791, et mort dans la même ville le 1er avril 1858, est un graveur français.

## Biographie
Bertonnier fut l'élève d'Alexandre Tardieu. Buriniste, il pratique le portrait et la gravure d'interprétation.
Il est inhumé à Paris au cimetière du Père-Lachaise (49e division).

## Œuvres
- Portrait de Denis Diderot, vers 1821, d'après le tableau d'Anna Dorothea Therbusch peint en 1767. La gravure illustre l’édition Brière des Œuvres de Diderot[2],[3] ;
- Portrait comte de La Pérouse, Jean-François de Galaup, 1741-1788, vers 1820, 5,7 x 4,2 cm[4] ;
- Portrait de Carl von Linné, 1833, 23,6 x 14,6 cm[5] ;
- Portrait de Gaspard II de Coligny, amiral de France (1519-1572) ;
- Pierre François Joseph Beccard né à Estaire, Pas de Calais en 1754, 1834, gravure en couleur, 23 x 14 cm [6];
- Portrait de Charles de Lorraine, duc de Mayenne (1554-1611)
- Portrait de C. Bresson[7]
- Portrait de Sébastien Le Prestre de Vauban, gravure, édité chez l'auteur, rue Saint-Jacques n°100. Un exemplaire est conservé par l'Association Vauban à l'hôtel des Invalides à Paris[8].
- Marie-Christine de Bourbon-Siciles, 31 × 22 cm[9]
- Charles François Dumouriez, 27,7 × 17,9 cm[10]
- Marie Boulanger, 26,5 × 19,5cm[11]

## Galerie

Gravures de Pierre François Bertonnier
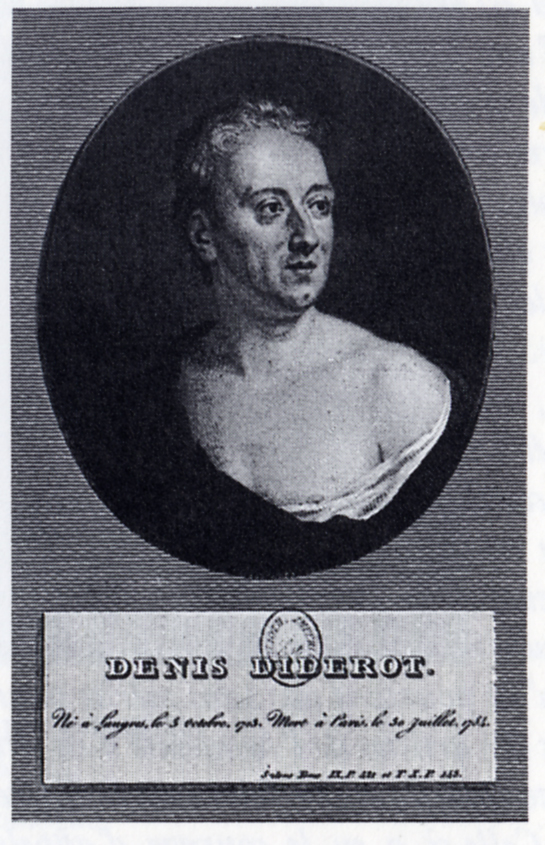
Portrait de Denis Diderot, gravure d'après le tableau perdu d'Anna Dorothea Therbusch
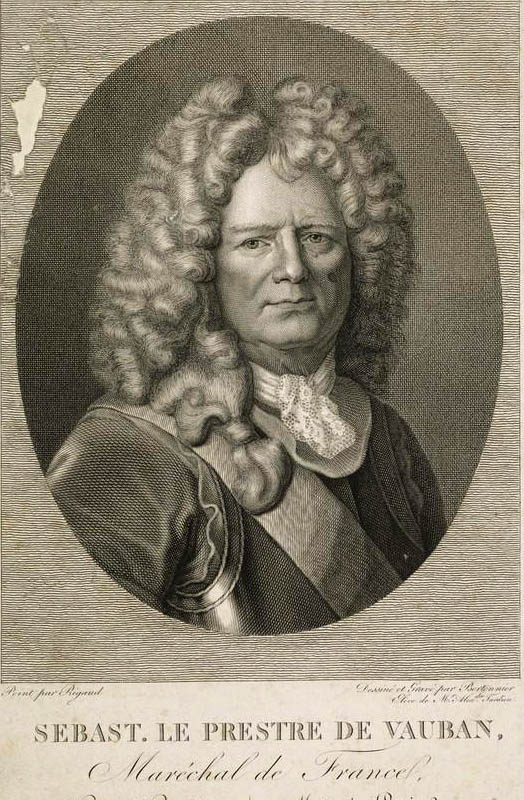
Portrait de Vauban, d'après Hyacinthe Rigaud
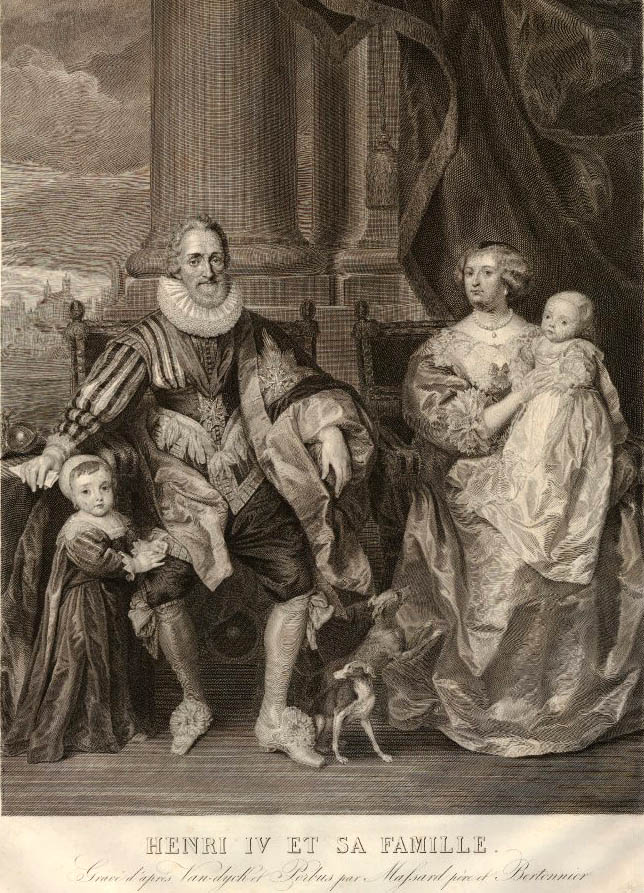
Henri IV et sa famille d'après Antoine van Dyck.
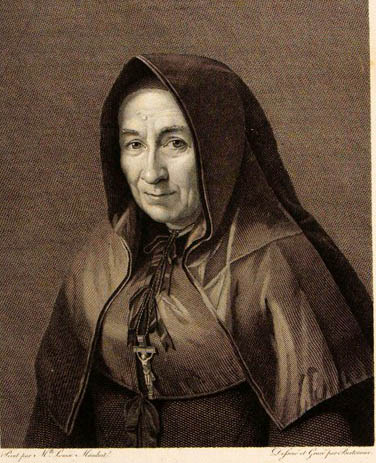
Henriette Marie Anne de Fumel d'après Louise Marie-Jeanne Hersent.
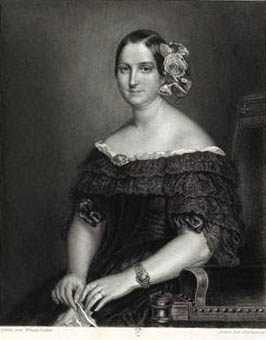
Marie-Christine de Bourbon-Siciles d'après Franz Xaver Winterhalter.